# Квазиспътник
Квазиспътник е небесно тяло, който, за известно време, пътешества редом с планетата около звездата, но гравитацията на планетата го кара да извършва ексцентрични колебания. По тази причина естественият спътникът периодично се връща назад, кръжейки около Земята.
Примери на такива обекти са: 2014 OL339, 3753 Круитни, 164207 2004 GU9, 277810 2006 FV35, 241944 2002 CU147, 2002 VE68, 2002 AA29, 2003 YN107, 2003 YN107, 2006 RH120.